# Alexander Wüst
Pour les articles homonymes, voir Wüst.
Alexander Wüst, né à Dordrecht, Pays-Bas, le 15 décembre 1837 et mort à Anvers, le 3 mai 1876, est un peintre, un aquarelliste et un dessinateur néerlandais, actif aux États-Unis, puis en Belgique.
Son champ pictural couvre essentiellement les paysages.
Ses œuvres sont notamment conservées au Musée royal des Beaux-Arts d'Anvers, au Musée de Dordrecht et à la New-York Historical Society.

## Biographie

### Famille
Alexander Wüst, né à Dordrecht, aux Pays-Bas, le 15 décembre 1837, est le huitième des onze enfants de Christoffel Wüst (1801-1853), artiste peintre, et de Hendrika De Zeeuw (1823-1872). En 1862, il épouse en premières noces Maria Emilia Norton, fille d'un marchand d'art de New York, qui meurt peu après leur mariage. En 1867, il se remarie avec Adela Gossé, une anversoise.

### Formation
Encore enfant, Alexander Wüst quitte Dordrecht avec sa famille qui s'établit aux États-Unis. Son père, Christoffel Wüst peintre paysagiste et de scènes de genre, lui dispense une formation artistique. À partir de 1859, il expose dans de nombreuses villes américaines : New York, Philadelphie, Cincinnati, ….

### Carrière
Après la mort de sa première femme, advenue en 1862, Alexander Wüst revient en Europe et s'installe à La Haye en 1863, et l'année suivante à Anvers. Il expose en Belgique, aux Pays-Bas et aux États-Unis, où il se rend fréquemment jusqu'à sa mort.
Grâce à ses paysages intitulés Chute d'eau en Norwège, Bords du Mississipi et Vue de la Côte de Norwège, il obtient une médaille d'or au Salon de Bruxelles de 1866 et à l'Exposition des maîtres vivants de La Haye, la même année. Il est aussi récompensé à l'Exposition universelle de 1873 à Vienne. 
Également aquarelliste, à partir de 1868, Alexander Wüst expose à plusieurs reprises à la Société royale belge des aquarellistes.
Alexander Wüst meurt, à l'âge de 38 ans, avenue Moretus no 29 à Anvers le 3 mai 1876.

## Œuvre

### Caractéristiques
Son champ pictural couvre essentiellement les paysages. Son long séjour en Amérique lui offre la possibilité de représenter les sites montagneux et sauvages qu'il y découvre, avant de se rendre en Suisse et en Norvège, contrées qui lui offrent d'autres sources d' inspiration, toujours en rapport étroit avec la nature. Lorsqu'il souhaite ajouter des figures à ses œuvres, il fait appel à d'autres peintres.

### Galerie

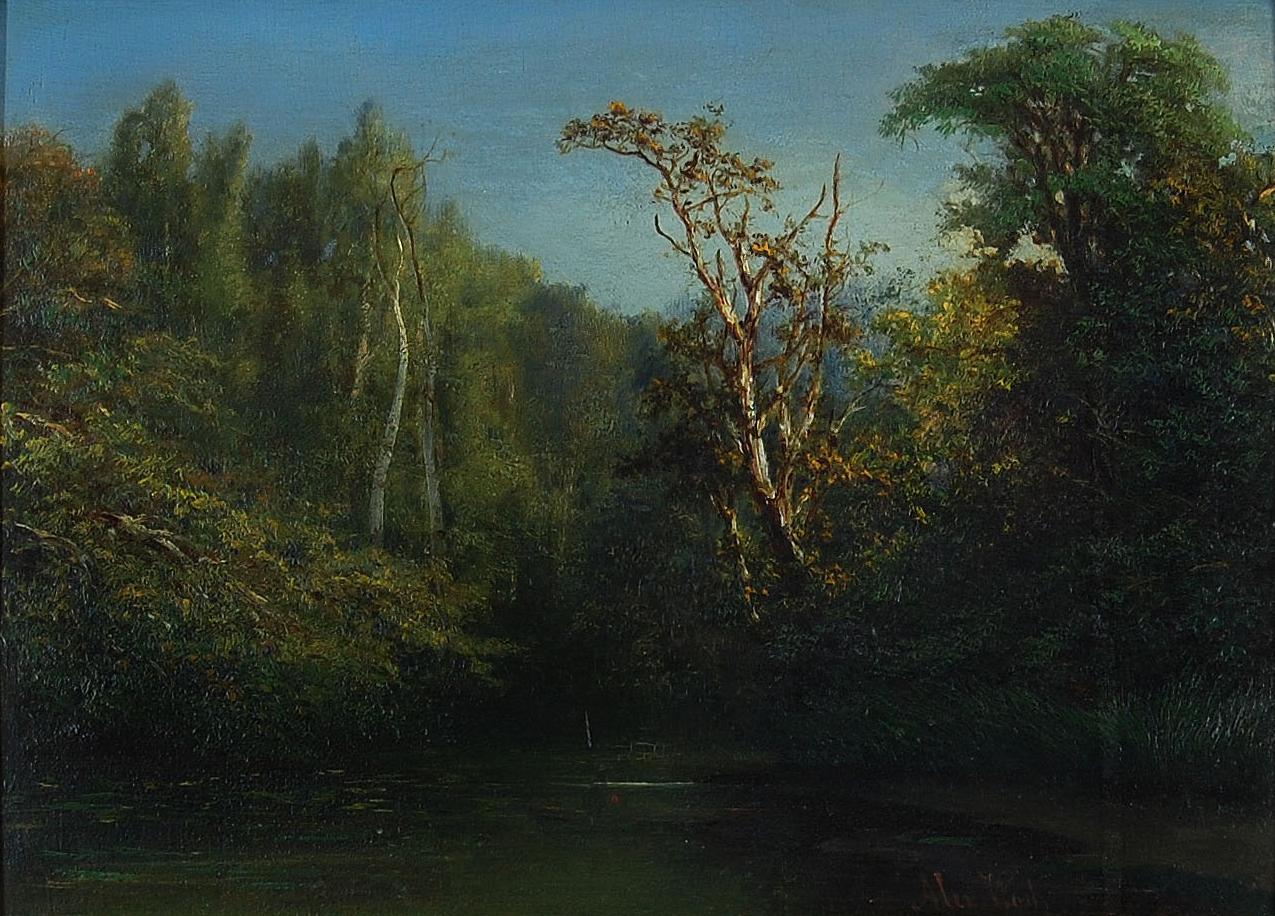
Étang en zone boisée, Musée de Dordrecht.
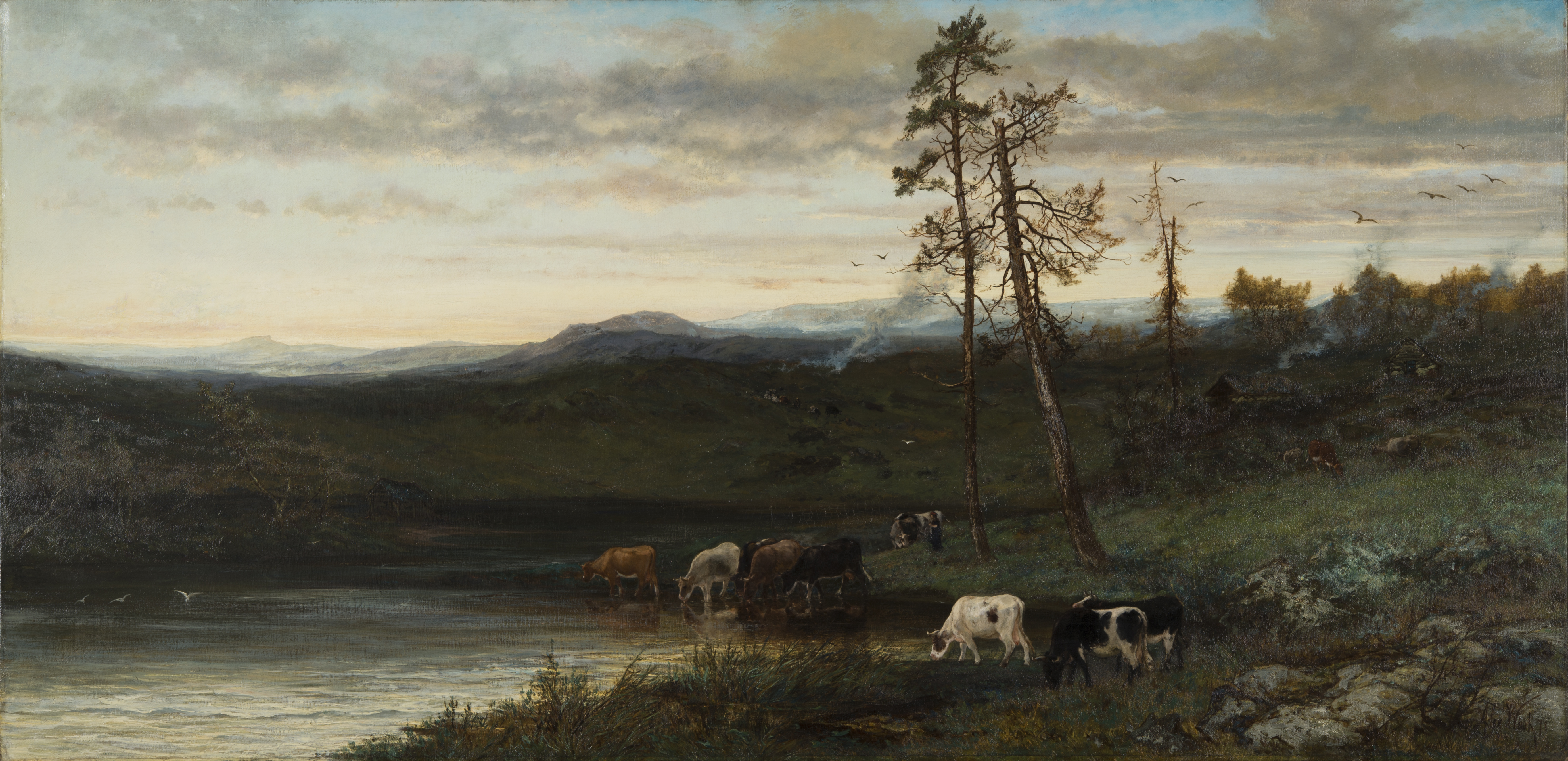
Paysage montagneux, Musée de Dordrecht.
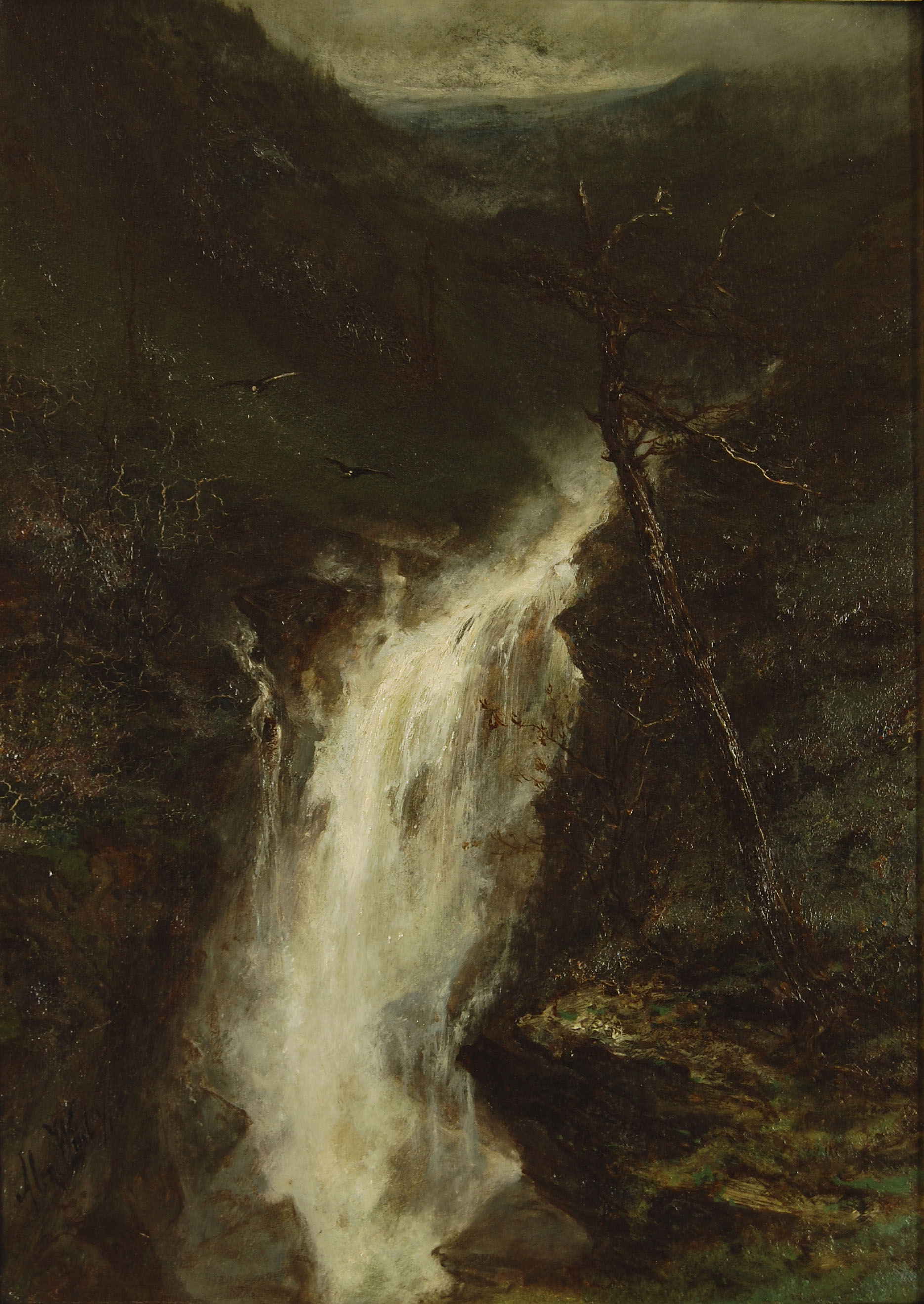
Chute d'eau en Norvège (1871), Musée de Dordrecht.
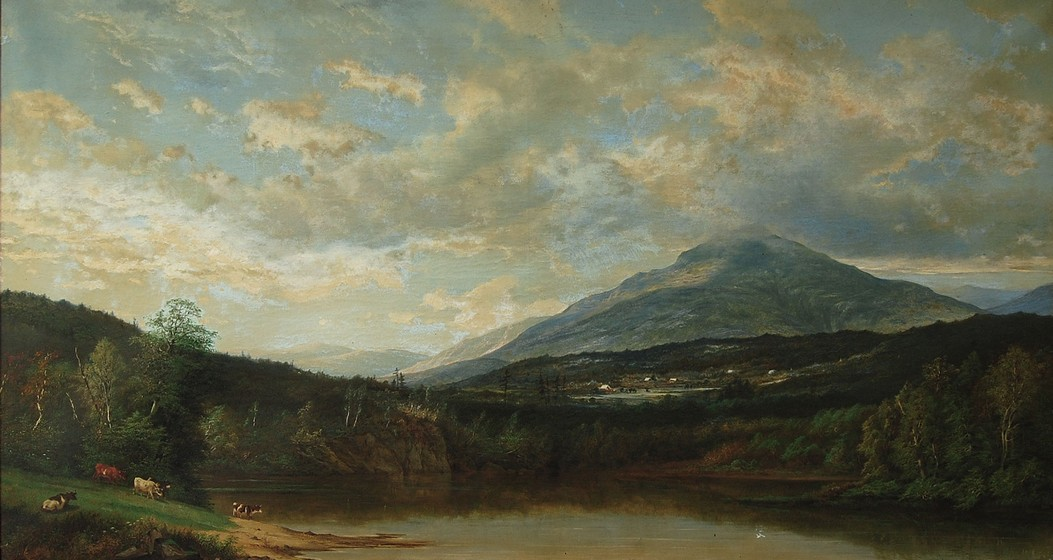
Vue du mont Washington dans le New Hampshire, Musée de Dordrecht.

### Réception critique
Lors du Salon de Bruxelles de 1869, le critique du quotidien L'Indépendance belge écrit : « Les motifs qu'affectionne M. Alexander Wüst sont ceux de l'âpre nature du Nord, les entassements de rochers formant des gorges profondes au sommet desquels on aperçoit du ciel large comme la main. La Chute d'eau est une excellente étude de rochers humides, sur lesquels glisse un vif rayon de lumière. Le Paysage du Nord de l'Amérique est un pittoresque fouillis d'arbres et de plantes très vigoureuses, près duquel nos paysages européens sont des jardinets ».
Au Salon de Gand de 1871, le paysage et les deux aquarelles d'Alexander Wüst sont favorablement accueillis par la critique, qui déplore seulement le format de la Forêt du Canada, mais reconnaît qu'il s'agit d'une très bonne peinture, riche de couleur, large de faire et de ce grand aspect qui caractérise la nature du nouveau monde. Quant à ses aquarelles, elles ne le cèdent à aucune des meilleures peintures de paysages du salon

### Salons triennaux belges
- Salon de Bruxelles de 1863 : Paysage ; vue du lac Urnepisceage (Amérique du Nord) et Paysage américain[3].
- Salon de Gand (XXVIe) de 1865 : Catskill Mountains et Soir[8].
- Salon de Bruxelles de 1866 : Chute d'eau en Norwège, Bords du Mississipi et Vue de la Côte de Norwège (médaille d'or)[9].
- Salon de Bruxelles de 1869 : La Chute d'eau et Le Paysage du Nord de l'Amérique[6].
- Salon d'Anvers de 1870 : Paysage avec chute d'eau, en Norwège, Lever de la lune et Intérieur d'une forêt en Amérique[10].
- Salon de Bruxelles de 1872 : Soleil couchant aux Îles Loffoden (Norvège) et Pêcheurs écossais à l'ancre dans la mer du Nord[11].
- Salon de Bruxelles de 1875 : Vue prise à Waulsort[12].

### Société royale belge des aquarellistes
- Exposition de 1868 (X) : La Solitude, lever de lune et Souvenir du Tyrol[5].
- Exposition de 1872 (XIII) : La Chute d'eau en Norwège, La Solitude et Clair de lune[13].
- Exposition de 1873 (XIV) : Clair de lune, Marine et Paysage[14].

### Collections muséales
- Musée royal des Beaux-Arts d'Anvers : 
  - Chasse aux cerfs en Amérique (1875), huile sur toile, format 104,5 × 213,6 cm, inventaire no 1186[15].
  - Arbres (1875), aquarelle sur papier, format 27 × 13 cm, inventaire no 1822/16[16].
- Musée de Dordrecht : douze peintures et aquarelles représentant des paysages[17].
- New-York Historical Society : 
  - Paysage et bétail, matin (1859), huile sur toile, format 21 × 36,7 cm, inventaire no S-228, don de Mrs Mary Stuart[18].
  - Paysage ensoleillé (1851), huile sur toile, format 21 × 36,4 cm, inventaire no S-19, don de Mrs Mary Stuart[18].